# 阿蘇白川駅
阿蘇白川駅（あそしらかわえき）は、熊本県阿蘇郡南阿蘇村大字吉田にある南阿蘇鉄道高森線の駅である。

## 歴史
- 1928年（昭和3年）2月12日：開業[1]。一般駅[1]。
- 1961年（昭和36年）9月1日：業務委託駅となる[2]。
- 1971年（昭和46年）2月20日：一般駅から旅客のみ取扱いに変更[3]。無人駅化[4]。
- 1986年（昭和61年）4月1日：国鉄高森線より南阿蘇鉄道に転換[1]。
- 2016年（平成28年）
  - 4月14日：熊本地震により全線運休[5]。
  - 7月31日：中松駅 - 高森駅間の運転再開に伴い当駅も営業再開[6][7]。

## 駅構造

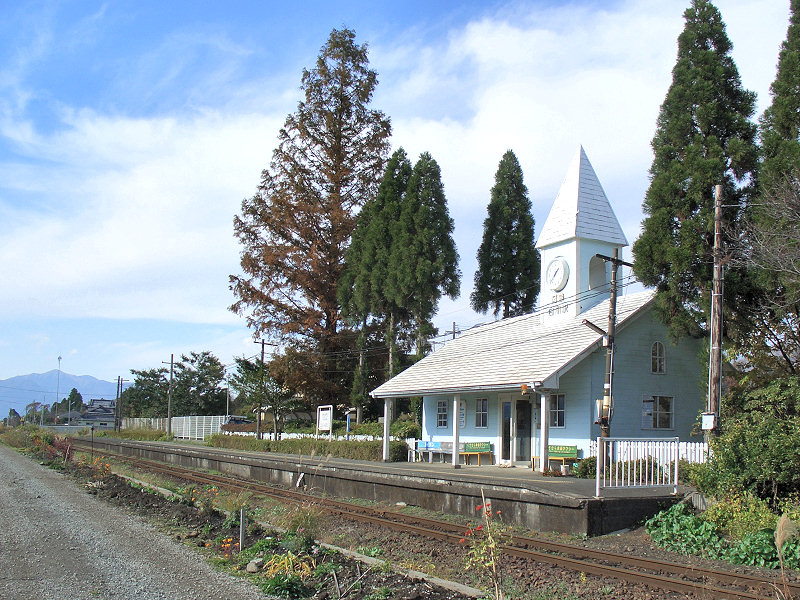
ホーム（2006年11月）

単式ホーム1面1線を有する地上駅。とんがり屋根の水色の木造駅舎を持ち、駅舎内では、喫茶店「Café 75th st.」が入居・営業している。

## 利用状況
| 年度   | 1日平均 乗車人員 | 1日平均 乗降人員 |
| ------ | ---------------- | ---------------- |
| 2011年 | 31               | 64               |
| 2012年 | 27               | 46               |
| 2013年 |                  | 42               |
| 2014年 |                  | 28               |
| 2015年 |                  | 29               |
| 2016年 | 営業休止         | 営業休止         |

## 駅周辺
- 白水郵便局
- 南阿蘇村立白水小学校
- 南阿蘇村白水庁舎
- 明神池名水公園
- 吉田城御献上汲場
- 竹崎水源
- 国道325号 - バイパスと旧道（現・村道）があり2本併走している。

かつては南阿蘇村立白水中学校の最寄り駅でもあったが、同校は南阿蘇村立南阿蘇中学校と統合するため、2016年（平成28年）3月末をもって廃校となった。

### バス路線
- 産交バス
  - 白川駅前 - 旧国道（村道）上にある。    - ゆるっとバス（白水コース） -  高森中央行き / 立野駅（下田駅前経由）行き

## 隣の駅
南阿蘇鉄道
■高森線
中松駅 - 阿蘇白川駅 - 南阿蘇白川水源駅